# Kingston (Georgia)
Kingston – miasto w Stanach Zjednoczonych, w stanie Georgia, w hrabstwie Bartow.